# 巴拿马大会
巴拿马大会是西蒙·玻利瓦尔于1826年组织的一次会议，目的是将拉丁美洲新獨立的共和国聚集在一起，制定统一的政策。该会议于6月22日至7月15日期間在巴拿马城举行。有人提议建立美洲共和国联盟，大家拥有共同的军队以及超国家议会。 
出席会议的有大哥倫比亞、秘鲁、中美洲联合省和墨西哥。由於不信任西蒙·玻利瓦尔，智利和南美洲联合省拒绝出席。巴西帝國没有派出代表與會。巴拉圭没有受到邀请。
美國总统约翰·昆西·亚当斯和国务卿亨利·克莱希望美国能與會，結果美国派遣的两个代表一个死于途中，一个在会议结束后才赶到巴拿馬城。
以观察员身份出席的英国在大会上与拉美国家达成了贸易协议。 